# Elizabeth Françoise Dillon
 (août 2025).
Elizabeth Françoise Dillon, dite Fanny Dillon puis Fanny Bertrand, née le 24 juillet 1785 à Gognies-Chaussée et morte le 6 mars 1836 à  Saint-Maur, est une aristocrate française, épouse du général comte Henri-Gatien Bertrand, Grand maréchal du palais sous Napoléon Ier. Avec son mari, elle accompagna l'Empereur durant son exil à Sainte-Hélène.

## Biographie

### Origines
Issue d'une famille noble, franco-irlandaise, catholique, elle vit le jour au château de Gontreuil à la frontière franco-belge et fut baptisée le 25 juillet 1785 à Quévy-le-Grand. Elle est la fille de Messire Arthur, comte de Dillon et de Dame Laure de Girardin de Montgérald  (1749-1817),, créole de la Martinique. Fanny est la demi-sœur de Henriette Lucy Dillon née d'un précédent mariage de son père Arthur Dillon avec Thérèse-Lucy de Rothe. Elle est aussi petite cousine de l'impératrice Joséphine. Pour l'année 1784, Henriette Lucy Dillon, devenue Lucy de La Tour du Pin, écrit dans ses mémoires au sujet de son père: « Il s'était vivement attaché à Mme la comtesse de La Touche, veuve à trente ans.. Elle était très agréable et fort riche. Sa mère Mme de Girardin, avait pour sœur Mme de La Pagerie. Celle-ci venait de marier sa fille au vicomte de Beauharnais ».
Peu après sa naissance, lorsqu'il fut nommé Gouverneur de Tobago (6 décembre 1786 - 14 mai 1789), Dillon installa sa nouvelle famille à la Martinique. En 1789, désigné député de la Martinique, il retourna seul à la métropole pour siéger aux États généraux, laissant Fanny et sa famille sur l'île. En 1795, apprenant l'exécution fatale du chef de famille, Fanny, sa mère et les deux enfants d'un premier lit émigrèrent en Angleterre. Sa tante, Lady Frances Jerningham  prit en charge son éducation . Ils ne rentrèrent en France qu'au début du Consulat, en 1802.

### Mariage
L'Impératrice se prit d'affection pour Fanny, sa lointaine cousine, qui résidait alors à Beauregard et faisait partie de son entourage immédiat. Comme toute jeune fille de bonne famille à cette époque, Fanny ne rêvait que d'un beau mariage, qui sait avec une famille régnante comme mesdemoiselles Stéphanie de Beauharnais et Stéphanie de Tascher de la Pagerie. Ce que Joséphine puis Napoléon lui promirent. Plusieurs prétendants furent envisagés : Alphonse Pignatelli de Gonzague, comte de Fuentes et d'Egmont,, le prince Aldobrandini, le duc de Medina-Sidonia et beaucoup d'autres.
En 1808, au grand désespoir de Fanny, l'attention de Napoléon se porta sur Henri-Gatien Bertrand qu'il voulait faire comte d'Empire. La comtesse de Boigne, parente par Éléonore Dillon (1753-1831), relate dans ses mémoires que Fanny tint tête à l'Empereur : « Quoi, Sire, Bertrand ! Bertrand ! singe du Pape en son vivant ! ». Napoléon lui réplica sèchement « Assez, Fanny ».
Elle finit par céder aux exigences impériales et l'Empereur, devant se rendre à Erfurt fin septembre, pressa les choses. Le mariage civil se réalisa à Paris le 16 septembre 1808 et le mariage religieux à Saint-Leu le lendemain 17, chez la reine Hortense,. Ce sera une union exemplaire que les épreuves  ne réussiront pas à ébranler.

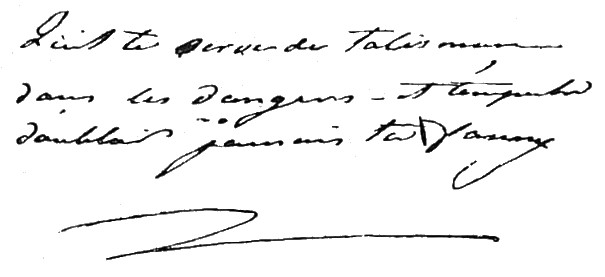
Qu'il te serve de talisman dans les dangers et t'empêche d'oublier jamais ta FANNY
(au dos de la miniature de Hallier)

### Les Provinces illyriennes
Profondément éprise de son mari, Fanny n'hésita pas à braver tous les dangers pour suivre ou rejoindre Bertrand au gré des missions que l'Empereur lui confiait. En septembre 1809, à peine remise de ses couches, elle décide de rejoindre son époux à Vienne, en calèche, laissant son petit Napoléon Bertrand âgé de 3 mois seulement aux soins de sa mère. Elle suivra son mari en mission d'inspection des fortifications de Croatie, au milieu d'une population souvent hostile et ne rejoindra Paris que le 1er février 1810.
Le 25 mars 1811, Napoléon nomme le général Bertrand gouverneur des Provinces illyriennes. Selon Jules-Antoine Paulin, Napoléon demande à Fanny de « Mener grand train de gouvernance et elle ne s'en est pas privée ». Paulin donnera dans ses mémoires un tableau très vivant de la comtesse qu'il qualifiera de « jeune, spirituelle, enfant gâtée, vive, impérieuse, mais bonne et rieuse malgré ses équipées enfantines ». Madame Dillon, mère de Fanny, sera du voyage et souvent s'occupera des enfants du couple, Hortense-Eugénie étant née en 1810. Amédée Massé, qui fut secrétaire de Bertrand à cette époque, relate dans ses souvenirs la froideur et même la dureté de son chef, mais souligne « Heureusement que Madame Bertrand est toujours bonne et aimable. Après dîner, nous parlons souvent ensemble et sa société me fait vite oublier l'âpreté de la journée de cabinet ». Une nouvelle grossesse n'empêchera pas Fanny de suivre à nouveau son mari sur les routes hasardeuses des Provinces illyriennes. Le troisième enfant du couple, Henri, naitra à Trieste le 5 décembre 1811, trois jours après le retour de Fanny d'un nouveau périple avec son mari. Parfaite dans son rôle de première dame, Fanny brillera par ses tenues et sa grâce lors des fêtes données le 15 aout 1812.
En raison de la désastreuse campagne de Russie, Napoléon a besoin de Bertrand. Fanny rentre seule à Paris avec sa mère et ses enfants, Bertrand devant se diriger vers l'Allemagne. Il aura d'ailleurs le plus grand mal à dissuader Fanny de venir le rejoindre.

### Exil
D'une fidélité presque aveugle à l'Empereur, Bertrand le suivra lors de son exil à l'île d'Elbe et plus tard à Sainte-Hélène, sans même avoir consulté Fanny. Elle embarque à Gênes le 4 août et arrive à Porto-Ferrajo le 6 août 1814  et le 27, elle mettra au monde leur quatrième enfant qui décèdera 3 mois plus tard.
Si le général Bertrand retourna sans encombre avec Napoléon de l'île d'Elbe, Fanny, contre l'avis de tous, mais anxieuse de retourner en France, débarqua aux alentours d'Antibes à bord d'une felouque, le 22 mars 1815. Elle fut immédiatement appréhendée avec quelques compagnes et conduite à Toulon. Par ordre du Préfet du Var, elle fut transférée à la prison du palais de justice de Marseille puis au Lazaret et finalement au Château d'If. André Masséna, commandant alors la 8e Division militaire, n'eut de cesse de tenter de la faire sortir, ce qui se produira le 12 avril 1815 sur une goélette qu'il avait envoyé. Dans ses Mémoires, Marchand prétend que Masséna ne libéra Fanny que quand « L'Empereur fut rentré dans Paris et que des ordres furent expédiés ».
Au moment de l'exil définitif de Napoléon à Sainte-Hélène, la reine Hortense se surprit de l'empressement de Fanny à rejoindre son mari. Lorsque le Marquis de Verteillac, chambellan de Napoléon, lui demanda quels étaient ses projets, elle répondit avec vivacité : « Je suivrai partout mon mari. »
Elle essaya de convaincre l'Empereur à ne pas emmener son époux en exil, et tenta même, par désespoir, de se jeter par dessus bord. De santé fragile à la suite de ses grossesses, elle fut cependant un appui précieux, constant et fidèle à Bertrand; ce fut elle qui traduisit en anglais les Lettres du Cap,.
Le 17 janvier 1817, elle donne naissance à Arthur, cinquième enfant du couple. Dans ses cahiers, Bertrand écrit: « À 1 heure, les douleurs sont vives. À 2 heures et demie Mme Bertrand accouche d'un garçon. Elle éprouve une perte qui la met en danger ». Lorsque Napoléon lui rendra visite le 26 janvier 1817, elle déclarera: « Sire, j'ai l'honneur de vous présenter le premier français qui soit entré à Longwood sans la permission du gouverneur, ».
Les rapports de Fanny avec l'Empereur furent très souvent houleux. Venue lui présenter ses vœux le 1er janvier 1821, elle s'entendra dire: « Mme Bertrand ne sera pas heureuse. Elle a besoin de consolations; elle n'en aura pas; Elle a besoin d'argent. Son mari sera heureux avec le gouvernement de sa fortune. Elle ne le sera pas ». Elle répliquera plus tard:« ..qu'elle était venue offrir une rose à l'Empereur et qu'en chemin il lui avait donné un fagot d'épines ». Peu après le décès de l'Empereur, elle s'empressa de demander à ce que l'on fasse un masque mortuaire. Selon le docteur Burton, qui prétendait l'avoir fait, le docteur Antommarchi et Fanny s'en emparèrent tout en promettant de lui rendre une copie dès leur arrivée en Angleterre. La promesse, apparemment non tenue, fut l'objet d'un conflit retentissant par journaux interposés,.
Elle quittera l'île avec Bertrand le 27 mai 1821. Elle ne rentrera en France avec ses enfants et son mari à Calais que le 19 octobre 1821, lorsque ce dernier fut rétabli dans ses grades et dignités.

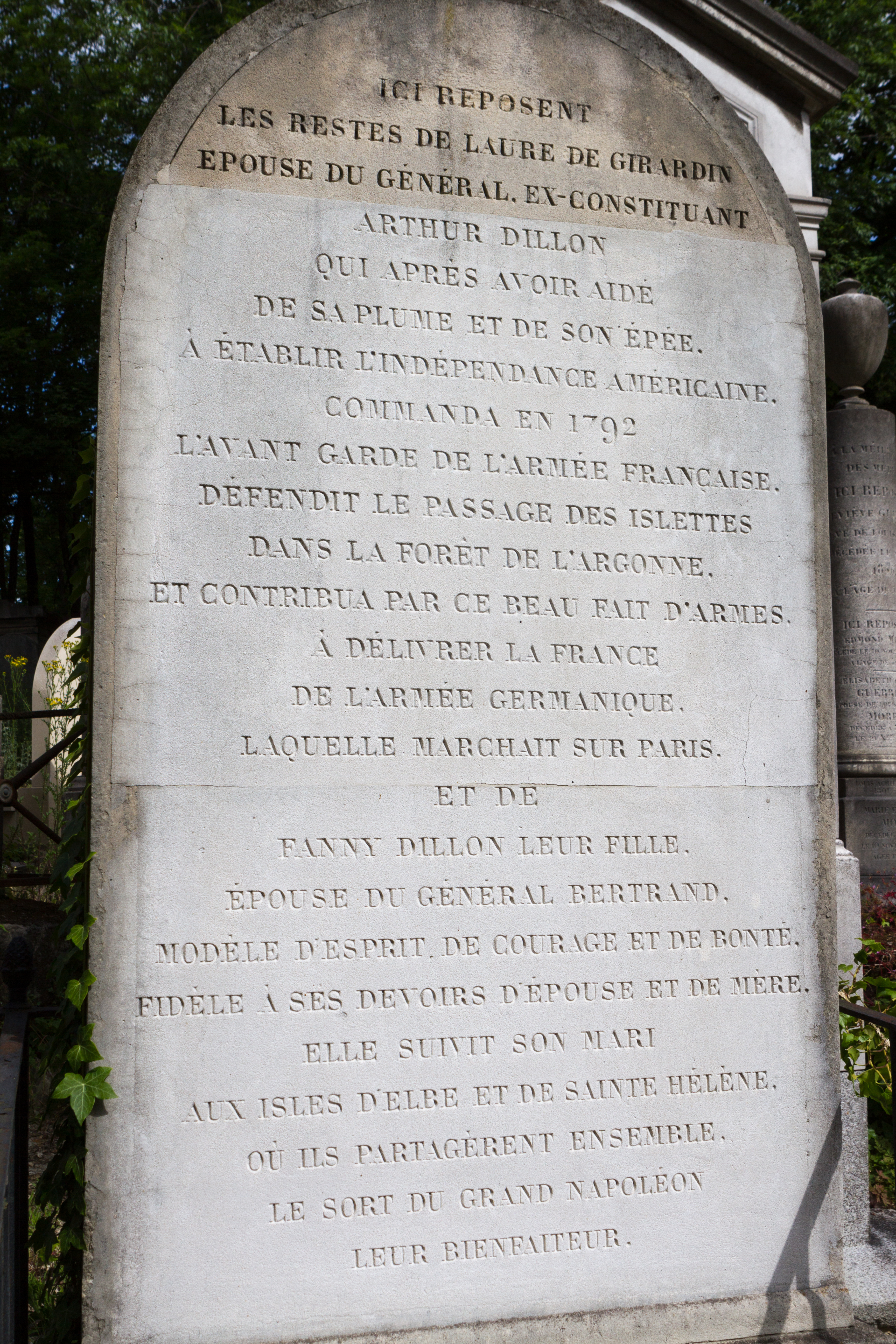
Tombe de Laure de Girardin (1764-1816), veuve d’Arthur Dillon (1750-1794) et de leur fille Elizabeth Françoise Dillon (1785- 1836), dite Fanny, épouse du général comte Bertrand, à Paris, au Cimetière du Père-Lachaise.

### Mort
Elle décède le 6 mars 1836 au château de Laleuf à Saint-Maur (Indre). Elle repose au cimetière du Père Lachaise (division 13), à Paris.
Gracieuse et fine plutôt que jolie, elle possédait un charme fait de langueur créole et d'indolence anglaise, auquel le prisonnier de Longwood ne sut pas rester insensible, surtout après le départ de "la Montholon" comme l'appelle Gourgaud.